# Зовка
Зовка — деревня в Струго-Красненском районе Псковской области России. Входит в состав сельского поселения «Марьинская волость». В 1918-28 гг. — центр Зовецкого сельсовета.

## География
Находится на северо-востоке региона, в северной части района, на реке Дряжна. Произрастает ольха, берёза.
Уличная сеть не развита.

## История
Первое упоминание — 1571 г. как дер. Зовка Быстреевского погоста Шелонской пятины.
В 01.03.1917 — 31.07.1927 входила в Зовецкий сельсовет Узьминская волость Гдовский уезд
01.08.1927-31.10.1928 Зовецкий сельсовет Струго-Красненский район Лужский округ
01.11.1928 −30.06.1930 Озеревский сельсовет Струго-Красненский район Лужский округ
01.07.1930 — 28.02.1935 Озеревский сельсовет Струго-Красненский район
01.03.1935-31.08.1940 Озеревский сельсовет Псковский округ
01.09.1940-31.07.1944 Озеревский сельсовет Псковский округ
01.08.1941-31.01.1944 Германская оккупация
01.08.1944 — Передана в Псковскую область.
Согласно Закону Псковской области от 28 февраля 2005 года деревня Зовка вошла в состав образованного муниципального образования Сиковицкая волость.
До апреля 2015 года деревня Зовка входила в Сиковицкую волость.
В соответствии с Законом Псковской области от 30 марта 2015 года № 1508-ОЗ деревня Зовка, вместе с другими селениями упраздненной Сиковицкой волости, вошла в состав образованного муниципального образования «Марьинская волость».

## Население
| 2001 | 2002 | 2010 | 2011 |
| ---- | ---- | ---- | ---- |
| 38   | ↘27  | ↘16  | ↗39  |

## Инфраструктура
В 1934-41 гг. и 1944-50 гг. — колхоз «Красная Зовка», в 1950-61 гг. — бригада Зовка колхоза имени Сталина, в 1961-70 гг. — бригада Зовка колхоза имени Кирова, в 1970—1992 гг. — бригада Зовка совхоза «Первомайский». Ферма по выращиванию молодняка крупного рогатого скота колхоза имени Кирова (1966), молочнотоварная ферма Зовка — колхоза имени Кирова (1961, 1966); совхоза «Первомайский» (1971, 1982, 1987), затем МТФ ТОО «Первомайское» (1993) — сейчас развалины зданий.
Зовецкая школа I ступени (1927). Лавка (1885). Ранее существовала часовня во имя Казанской Божией Матери (упоминается в
1885 г. и в 1899 г.). Около деревни находится деревенское Зовецкое кладбище.
Почтовое отделение, обслуживающее д. Зовка, — 181114; расположено в бывшем волостном центре д. Сиковицы.

## Транспорт
Стоит на пересечении автодорог местного значения.
Остановка «Зовка» на автодороге 58К-364 «Струги Красные — Ляды».